# Stonewall Jackson
Thomas Jonathan "Stonewall" Jackson (21. januar 1824 – 10. maj 1863) var en amerikansk officer, der var general i Sydstaternes hær under den amerikanske borgerkrig.
Han var elev på West Point og gjorde derefter tjeneste under Winfield Scott i den Mexicansk-amerikanske krig. Senere lærer ved Virginia Military Institute fra 1851 til 1861. Han tog sin afsked fra hæren i 1852.
Ved begyndelsen af den amerikanske borgerkrig blev den næsten ukendte Jackson oberst i Virginia-hæren og sendt til Harpers Ferry. Her blev han chef for Virginia's First Brigade.
I det første slag ved Bull Run tjente han – sammen med sine mænd – sit tilnavn ved at stå fast som en klippevæg ("like a stonewall" -- gen. Barnard Bee). 
Efter slaget ved Bull Run blev Jackson og hans tropper sendt til Shenandoah Valley, hvor han gennemførte sin meget succesfulde Jacksons Shenandoah kampagne. Ved at sende sine tropper ud på lange og ofte opslidende ilmarcher, overlistede og besejrede han mange gange sine modstandere. På grund af disse ilmarcher blev Jacksons tropper kendt som "Jacksons fodkavaleri".
Da Lee reorganiserede hæren efter Slaget ved Antietam, blev Jackson chef for 2. korps, og han blev forfremmet til generalløjtnant.
Han ledede dygtigt Konføderationens højre fløj i slaget ved Fredericksburg og i slaget ved Chancellorsville (2. maj 1863) gentog han sammen med Lee taktikken fra det andet slag ved Bull Run og knuste Hookers højre fløj. Da man pressede på i mørket, blev Stonewall dødeligt såret af ild fra sine egne styrker. Hans venstre arm måtte amputeres, og han døde 7 dage senere af lungebetændelse. Hans lig blev ført til Lexington i Virginia, hvor han ligger begravet på Jackson Memorial Cemetery, ikke meget mere end en kilometer fra det sted, hvor hans chef, Robert E. Lee, blev begravet i 1870.
Hans død var et alvorligt slag for Sydstaterne. Han var en førsteklasses taktiker, og selv om han krævede skrap disciplin, drog han også omsorg for sine mænd. En del forskere er overbeviste om, at hvis ikke Jackson var død en måned tidligere, havde Sydstaterne ikke tabt slaget ved Gettysburg i juli, og dermed kunne borgerkrigen have fået et andet udfald.